# Вівсянка-інка сірокрила
Вівсянка-інка сірокрила (Incaspiza ortizi) — вид горобцеподібних птахів родини саякових (Thraupidae). Ендемік Перу.

## Опис
Довжина птаха становить 16,5 см, вага 29-38 г. Верхня частина тіла сірувато-коричнева, спина поцяткована темними смужками. Голова і шия сірі. На обличчі чорна "маска", на горлі невелика чорна пляма. Груди сірі, живіт і гузка білі. Хвіст чорнуватий, крайні стернові пера білі. Голос — серія різких посвистів, яка починається трьома корткими посвистами, довжиною 0,5 секунд, за якими ідуть три довших нихідних посвисти, тривалістю по 1 секунді, і за якими іде коротка трель, тривалістю 0,5 секунд.

## Поширення і екологія
Сірокрилі вівсянки-інки локально поширені на північному заході Перу, від північно-східної П'юри до долини Мараньйону на півдні Кахамарки. Вони живуть у сухих високогірних чагарникових заростях. Зустрічаються на висоті від 1800 до 2600 м над рівнем моря. Живляться насінням і комахами.

## Збереження
До 2016 року вид класифікувався як вразливий через обмежений ареал, однак після відкриття науковцями нових популяцій виду, МСОП класифікує цей вид як такий, що не потребує особливих заходів зі збереження. За оцінками дослідників, популяція сірокрилих вівсянок-інків становить від 2500 до 10000 птахів.